# لورا-پیر
لورا-پیر (انگلیسی: Laurent-Perrier) شرکت نوشیدنی فرانسوی است، که در سال ۱۸۱۲ تأسیس شد.